# 溫蒂公司
溫蒂公司（The Wendy's Company）是負責經營美國快餐连锁店溫娣漢堡的一家控股公司，其总部位于俄亥俄州都柏林。該公司還有蒂姆·霍顿斯、Baja Fresh ，以及Cafe Express70%的股份。